# Venezuela aux Jeux sud-américains
 (juin 2025).
Si vous disposez d'ouvrages ou d'articles de référence ou si vous connaissez des sites web de qualité traitant du thème abordé ici, merci de compléter l'article en donnant les références utiles à sa vérifiabilité et en les liant à la section « Notes et références ».
Le Venezuela n'a pas participé à tous les Jeux sud-américains de manière continue. Il participa pour la première fois à cette compétition lors de la seconde édition qui eut lieu en Argentine à Rosario en 1982. Il n'a encore remporté aucune édition.